# Óscar Fernández-Capetillo
Óscar Fernández-Capetillo (Bilbao, 1974) es un bioquímico español. Actualmente trabaja en el Centro Nacional de Investigaciones Oncológicas (CNIO). Entre sus investigaciones destaca la relación existente entre una fuente de daño en el ADN llamada estrés replicativo con el cáncer y el envejecimiento. En esta área, ha aportado contribuciones pioneras cómo es descubrimiento de que el estrés intrauterino condiciona la velocidad de envejecimiento en mamíferos, o la creación de modelos animales resistentes al cáncer. Su grupo desarrollo también inhibidores de la reparación del ADN, que tras mostrar propiedades antitumorales interesantes in vitro están ahora en fase de desarrollo clínico.

## Datos académicos e investigación
Es Doctor en Bioquímica por la Universidad del País Vasco con la tesis sobre el papel de los factores de transcripción de E2F en el desarrollo del sistema inmune dirigida por  Ana María Zubiaga. Después se unió al laboratorio de A. Nussenzweig en el Instituto Nacional del Cáncer, EE. UU., donde comenzó a trabajar en la respuesta celular al daño del ADN (DDR), centrándose en la función de la variante de la histona H2AX así como otros aspectos relacionados con la cromatina.
Después de tres años en el Instituto Nacional del Cáncer se unió al CNIO para liderar el "Grupo de Inestabilidad Genómica" donde ha seguido centrándose en la cromatina y en el desarrollo de herramientas celulares y herramientas animales para estudiar el papel de la cascada de señalización ATR/Chk1 en la protección contra cáncer y el envejecimiento. Desde 2015 es también catedrático de "Cancer Therapy" en el Instituto Karolinska de Estocolmo.
Su trabajo ha sido reconocido con varios premios nacionales e internacionales, a destacar el Premio Eppendorf al mejor investigador Europeo menor de 35 años convocado por la revista Nature (2009), o su elección por la revista Cell en la lista "40-under-40" que reconocía a los 40 investigadores más influyentes del mundo menores de 40 años (2014). Es el único investigador español en haber recibido estas distinciones.

## Méritos y premios
Ha recibido, entre otros galardones:
- 2015 - Premio de Investigación de la Fundación Carmen y Severo Ochoa.
- 2014 - ERC Consolidator Grant.
- 2011 - Premio de la Fundación Banc de Sabadell.
- 2011 - International Early Career Scientist, del Howard Hughes Medical Institute de EE. UU.
- 2009 - Eppendorf-Nature Award for Young Investigators.
- 2008 - ERC Starting Grant.
- 2005 - Premio Swiss Bridge.